# 玉置成実 ヒット・エンドスマイル
玉置成実 ヒット・エンドスマイル（たまきなみ ヒットエンドスマイル）は、2004年4月4日から2005年3月27日まで毎週日曜日 25:00 - 25:30にニッポン放送で放送されていた深夜ラジオ番組。パーソナリティは、歌手の玉置成実。玩具メーカーのバンダイグループが単独提供していた。

## 番組概要
玉置のフリートークをはじめ、「立ち食い師列伝（漢字表記不明）」、「キャシーのお悩み相談」などの投稿コーナーがあった。「キャシーのお悩み相談」は、玉置成実の「キャシー」という裏キャラになりきってリスナーからの相談にこたえていくコーナーだった。

## ホリのスーパーホットニュース
2004年10月からは、ものまねタレントのホリがパーソナリティの内包番組『ホリのスーパーホットニュース』が始まった（基本的に、25時20分 - 25時25分の5分間だったが、一時期は番組の半分を占めたこともあった）。
内容は、バンダイグループの製品（バンダイのガンプラ、バンプレストのゲームソフト『スーパーロボット大戦シリーズ』など）の宣伝がメインである。ホリは、持ちネタである木村拓哉・武田鉄矢などのモノマネなどもよく披露していた。
| ニッポン放送 日曜日25:00 - 25:30 | ニッポン放送 日曜日25:00 - 25:30 | ニッポン放送 日曜日25:00 - 25:30            |
| 前番組                           | 番組名                           | 次番組                                      |
| -------------------------------- | -------------------------------- | ------------------------------------------- |
| ネクストブレイク                 | 玉置成実 ヒット・エンドスマイル  | 福田沙紀と柳田理科雄の ラジオ空想科学研究所 |